# Mołdawscy arcymistrzowie szachowi
Lista mołdawskich szachistów, posiadających tytuły arcymistrzów (GM) i arcymistrzyń (WGM), zarówno w grze klasycznej, korespondencyjnej, kompozycji szachowej, jak i w rozwiązywaniu zadań szachowych oraz tytuły arcymistrzów honorowych (HGM), przyznawanych za osiągnięcia w przeszłości. Obejmuje także zawodników, którzy barwy Mołdawii reprezentowali tylko w pewnym okresie swojego życia.

## Szachy klasyczne

### arcymistrzowie
| Zawodnicy              | Rok urodzenia | Rok śmierci | Rok nadania | Uwagi                           |
| ---------------------- | ------------- | ----------- | ----------- | ------------------------------- |
| Wiktor Bołogan         | 1971          |             | 1991        | wcześniej ZSRR                  |
| Viorel Iordăchescu     | 1977          |             | 1999        |                                 |
| Aleksiej Chruszczow    | 1982          |             | 2007        |                                 |
| Wiktor Komliakow       | 1960          |             | 1995        | wcześniej ZSRR                  |
| Władysław Niewiedniczy | 1969          |             | 1993        | wcześniej ZSRR, od 1994 Rumunia |
| Dorian Rogozenko       | 1973          |             | 1995        | wcześniej ZSRR, od 1998 Rumunia |
| Vasile Sănduleac       | 1971          |             | 2006        | wcześniej ZSRR                  |
| Dmitrij Swietuszkin    | 1980          |             | 2002        |                                 |

### arcymistrzynie
| Zawodniczki          | Rok urodzenia | Rok śmierci | Rok nadania | Uwagi                                   |
| -------------------- | ------------- | ----------- | ----------- | --------------------------------------- |
| Naira Agababean      | 1951          |             | 1998        | wcześniej ZSRR                          |
| Irina Bulmaga        | 1993          |             | 2012        | +mistrz międzynarodowy, od 2009 Rumunia |
| Irina Ionescu        | 1973          |             | 2001        | wcześniej ZSRR, od 1993 Rumunia         |
| Elena Partac         | 1984          |             | 2003        |                                         |
| Swietłana Pietrenko  | 1974          |             | 2001        | +mistrz międzynarodowy                  |
| Almira Skripczenko   | 1976          |             | 1995        | +mistrz międzynarodowy, od 2002 Francja |
| Karolina Smokina     | 1977          |             | 2004        |                                         |
| Marina Szeremietiewa | 1963          |             | 1998        | wcześniej ZSRR                          |
| Anna Wagener         | 1976          |             | 1996        | z domu Susterman, od 2006 Luksemburg    |

## Kompozycja szachowa

### arcymistrzowie
| Zawodnicy           | Rok urodzenia | Rok śmierci | Rok nadania | Uwagi |
| ------------------- | ------------- | ----------- | ----------- | ----- |
| Aleksander Kuzowkow | 1953          |             | 1995        |       |